# Musique diwane
La musique diwane est un genre musical algérien et des rituels thérapeutiques soufis pratiqués par des populations d'origines subsahariennes. 
La musique diwane est utilisée pendant une cérémonie religieuse . Au fil des siècles, les musiques des communautés noires d'Afrique du Nord ont divergé sur de nombreux points liés à l'histoire propre de chaque pays ainsi qu'aux spécificités humaines et culturelles où elles ont baigné.

## Dénominations et étymologie
Le terme arabe diwân se réfère à la poésie écrite rassemblée en recueils, aux lieux où elle est dite, à la pièce où l'on se réunit pour débattre d'idées.
Diwane est le nom donné en Algérie à des cérémonies propres aux populations d'origines subsahariennes, comparable à celles menées du gnaoua du Maroc, du stambali en Tunisie et du makeli en Libye. Le style porte le nom de zar Égypte et ailleurs au Moyen-Orient.
Dans l'est de l'Algérie principalement, ils sont appelés stambali, benga, diwan ou bori haoussa.
A Ghardaïa, ce style est appelé « Dendoun » ; à Constantine, on l'appelle « El Ouesfen » (esclaves ou serviteurs) ; et en Oranie « Ouled Sidi Blel », en référence à Bilal ibn Rabah, compagnon et muezzin du prophète Mahomet.

## Description

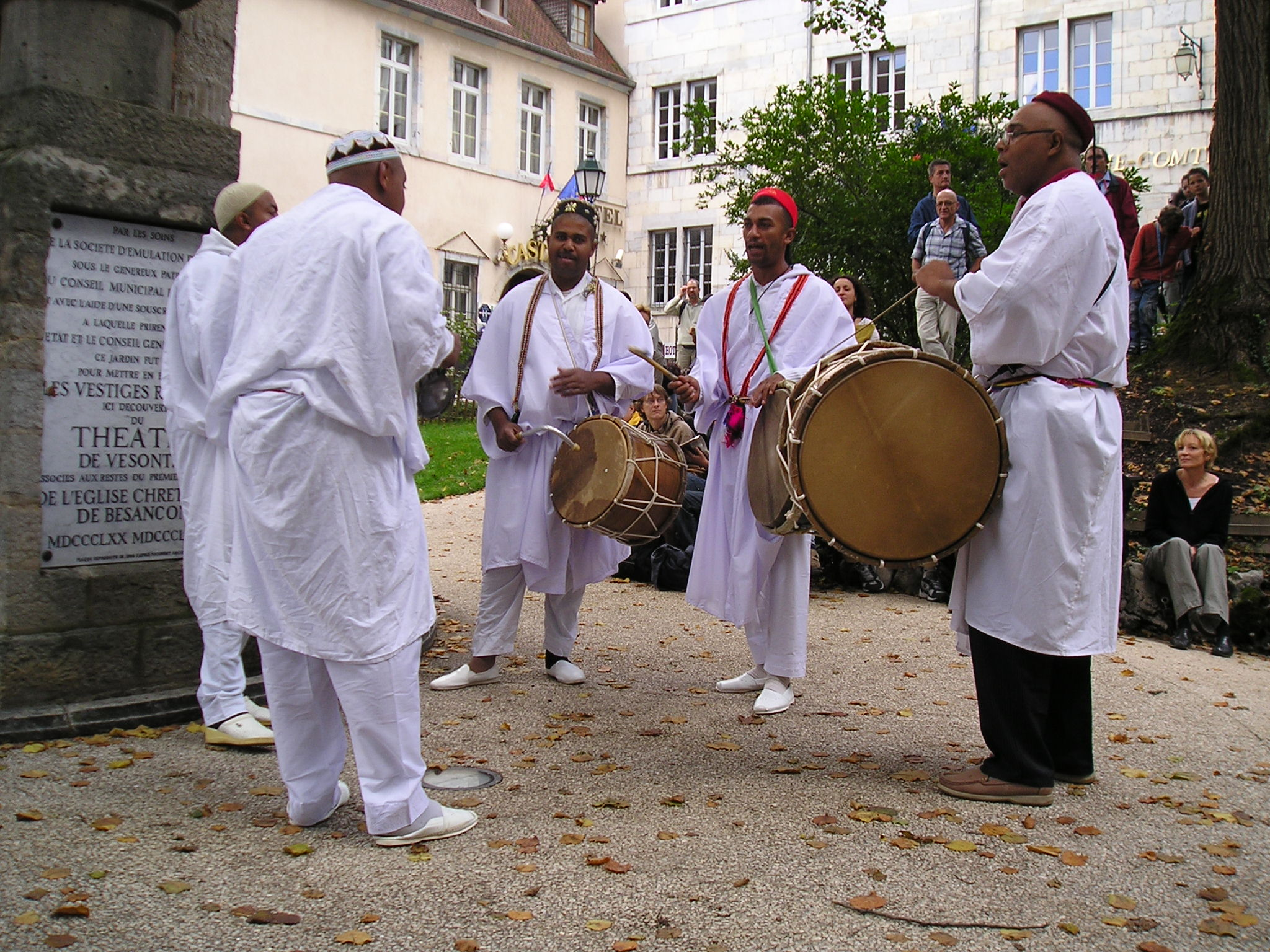
Le Diwan de Biskra, lors du festival de Musiques de Rues de Besançon 2006.

Le terme diwane est utilisé quand on parle du rituel thérapeutique soufi pratiqué en Algérie par les populations d'origine africaine. C'est un rite de possession syncrétique, où se mêlent à la fois des apports africains et arabo-berbères et pendant lequel des adeptes s'adonnent à la transe à des fins thérapeutiques. Ce rituel est appelé diwan, hadra, lila, mbita ou nechra selon les régions.
La musique diwane d'Algérie et ses consœurs ont pour point commun une origine africaine sub-saharienne et certains rites. On retrouve les mêmes structures de musiques et de danses dans les pratiques cérémonielles en Tunisie et au Maroc. Toutefois, ces musiques vont se spécifier en fonction des populations, et des histoires propres à chacun de ces pays ou régions et ne connaîtront pas le même parcours ou les mêmes influences (habillement, danse, instruments, paroles, enseignement, place et reconnaissance dans leur société d'adoption...).
Pendant très longtemps, cette musique était presque inexistante, car réduite à un style mineur assimilé à du folklore. Le diwane en tant que rituel est sorti de son cadre originel pour investir les scènes artistiques. En plus de membres de confréries qui pratiquent ce genre sur les scènes algériennes, et même parfois étrangères, de jeunes groupes ont vu le jour, et des artistes plus confirmés pratiquent ce style musical aujourd'hui. C'est principalement des expériences de fusion, et des prolongements à la musique diwane. Le diwane algérien se caractérise par la présence des femmes-musiciennes, à l'instar Hasna El Bacharia.

## Instruments

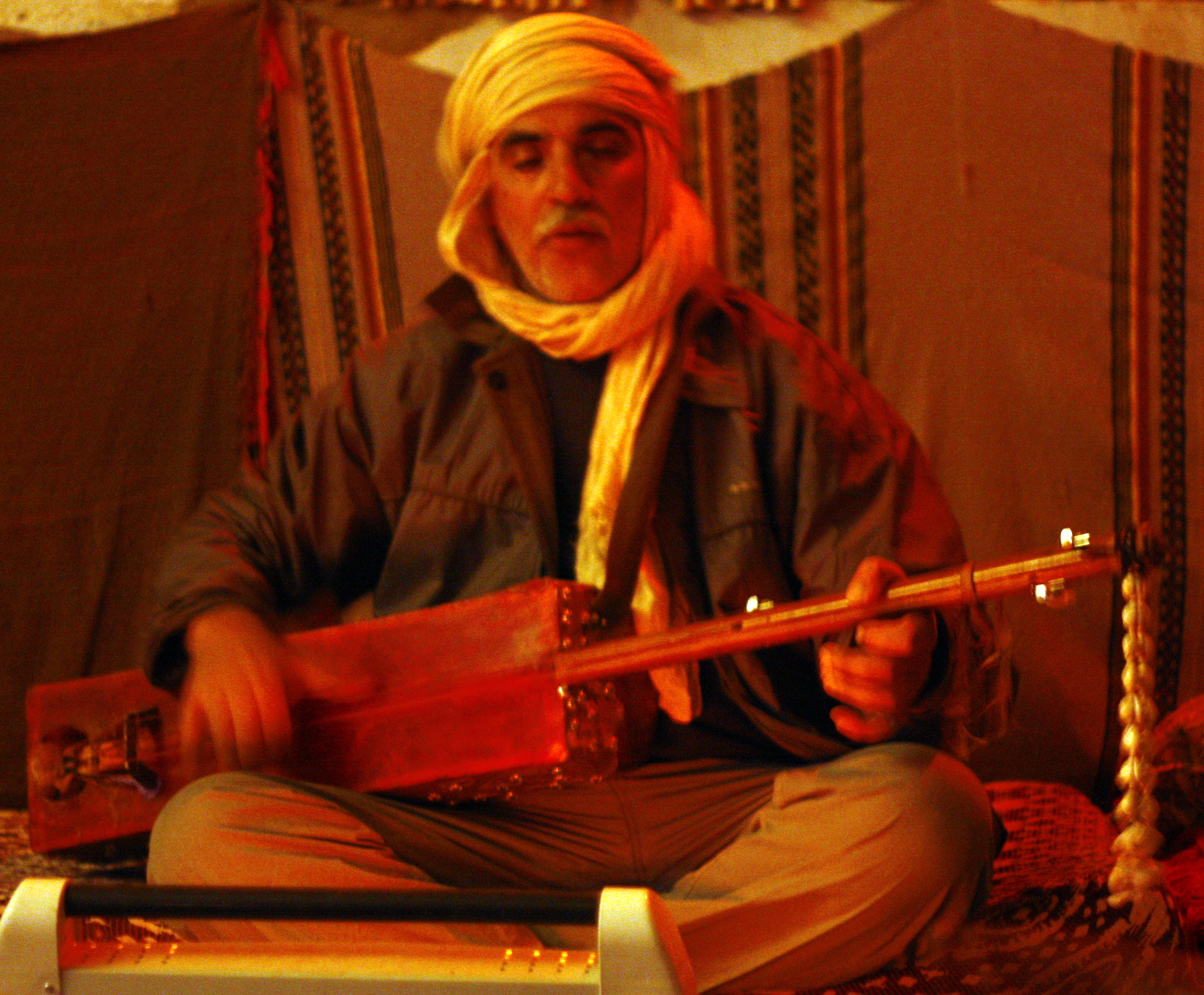
Joueur de Goumbri.

Le guembri, instrument à cordes traditionnel, est à la base de cette expression artistique. Autour du guembri du maâllem, on pratique le chant du Koyo bango (chanteur), et le son métallique des karkabou. D'autres instruments de percussion sont utilisés : le petit, appelé kolo, joue dans l'aigu, le moyen, sereh, dans le medium et le grand, benga dans les graves.

## Interprètes
- Maalem Abdou (Mohammadia - 29)
- Maalem El Mejdoub (Mostaganem)
- Maalem Hamza
- Maalem Youcef (Sidi Belabass)
- Maalem Benaouda (Relizane)
- Maalem Houari (Oran)
- Maalem Bikadi (Mascara)

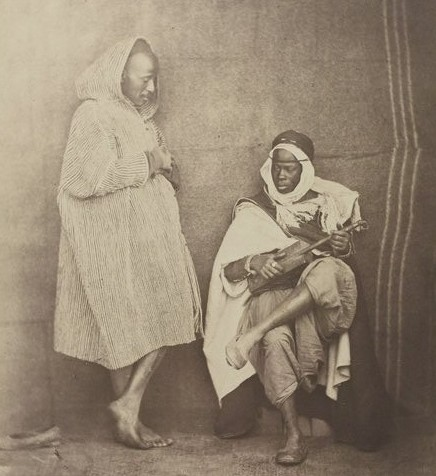
Musicien noir à Alger au milieu du XIX.

- Maalem Boualem El Horr (Sidi Belabass)
- Maalem Kadi (Sidi Belabass)
- Maalem AbdelKader Alias Samy (Oran)
- Maalem Toufik (El Bayadh)
- Maalem Kadirou (El Bayadh)
- Maalem Hamou Zaidi (Béchar)
- Maalem Madmoune (Oran)
- Maalem Benaissa Bahaz (Alger)
- Maalem Fayçal Soudani (Kolea)
- Maalem Miloud (Biskra)
- Maalem Boumedien (Sidi Belabass)
- Maalem Aid Boukhmala (Saida)
- Brahim Berrezoug[8]
- Gaâda - Diwane Bechar
- Karim Ziad
- Gnawa Diffusion
- Camel Zekri
- Hasna El Bacharia
- Bania[9]
- Dendoun Sidi Billel[6]
- Noujoum Diwane[6]
- Wasfan de Constantine[6]
- Lahbib Kanou
- Aicha Lebgaa

## Festivals
- Festival national de la musique Diwane de Béchar, qui s'articule autour d'une compétition[10] ;
- Festival international du Diwane d'Alger, délocalisé en 2020 à Béchar[11].